# Kendrick Farris
Pour les articles homonymes, voir Farris.
Kendrick Farris, né le 2 juillet 1986 à Shreveport, est un haltérophile américain. Il est entraîné par Kyle Pierce.
Il est également connu pour être végan depuis 2014.

## Résultats
- Jeux olympiques de 2008 : 8e place dans la catégorie des - de 85 kg.
- Jeux olympiques de 2012 : 10e place dans la catégorie des - de 85 kg
- Championnats du monde d'haltérophilie 2009 : 12e place dans la catégorie des - de 85 kg
- Jeux olympiques de 2016 :  11e place dans la catégorie des - de 94 kg.